# Oleh Kuzněcov
Oleh Volodymyrovyč Kuzněcov (* 22. března 1963, Magdeburg) je bývalý sovětský a ukrajinský fotbalista.
Hrál na postu obránce, hlavně za FK Dynamo Kyjev. Byl na MS 1986 a 1990 a na ME 1988 a 1992.

## Hráčská kariéra
Oleh Kuzněcov hrál na postu obránce za Desnu Černihiv, FK Dynamo Kyjev, Glasgow Rangers, Makabi Haifa a CSKA Kyjev. S Dynamem vyhrál 3× sovětskou ligu a Pohár vítězů pohárů v roce 1986, s Rangers vyhrál 4× skotskou ligu.
Za SSSR a SNS hrál 63 zápasů a dal 1 gól, za Ukrajinu hrál 3 zápasy. Byl na MS 1986 a 1990 a na ME 1988 (2. místo) a 1992.

## Úspěchy

### Klub
Dynamo Kyjev
- Pohár vítězů pohárů: 1985–86
- Sovětská liga: 1985, 1986, 1990
- Sovětský pohár: 1985, 1987, 1990

Rangers
- Scottish Premier Division: 1990–91, 1991–92, 1992–93, 1993–94
- Scottish Cup: 1991–92
- Scottish League Cup: 1990–91, 1992–93, 1993–94

### Reprezentace
SSSR
- 2. místo na Mistrovství Evropy: 1988